# Lijst van Stolpersteine in Eemsdelta
De Lijst van Stolpersteine in Eemsdelta geeft een overzicht van de gedenkstenen die in de gemeente Eemsdelta in de Nederlandse provincie Groningen zijn geplaatst in het kader van het Stolpersteine-project van de Duitse beeldhouwer-kunstenaar Gunter Demnig.
Stolpersteine zijn opgedragen aan slachtoffers van het nationaalsocialisme, al diegenen die zijn vervolgd, gedeporteerd, vermoord, gedwongen te emigreren of tot zelfmoord gedreven door het nazi-regime. Demnig legt voor elk slachtoffer een aparte steen, meestal voor de laatste zelfgekozen woning.
Omdat het Stolpersteine-project doorloopt, kan deze lijst onvolledig zijn.

## Stolpersteine
In de gemeente Eemsdelta liggen 112 Stolpersteine: 76 in Appingedam, drie in Borgsweer, zeven in Delfzijl, vier in Garrelsweer, tien in Middelstum, zes in Termunterzijl en zes in Woldendorp.

### Appingedam
In Appingedam liggen 76 Stolpersteine op 29 adressen.
| Afbeelding | Inscriptie | Adres                    | Herdachte persoon                                                                           |
| ---------- | --- | ------------------------ | ------------------------------------------------------------------------------------------- |
|            | HIER WOONDE ARON JACOB AKKER GEB. 1929 GEDEPORTEERD 1943 UIT WESTERBORK VERMOORD 12.2.1943 AUSCHWITZ                    | Broerstraat 8            | Aron Jacob Akker (1929-1943)                                                                |
|            | HIER WOONDE CAROLINA AKKER GEB. 1927 GEDEPORTEERD 1943 UIT WESTERBORK VERMOORD 12.2.1943 AUSCHWITZ                      | Broerstraat 8            | Carolina Akker (1927-1943)                                                                  |
|            | HIER WOONDE HEIMAN AKKER GEB. 1894 GEDEPORTEERD 1943 UIT WESTERBORK VERMOORD 12.2.1943 AUSCHWITZ                        | Broerstraat 8            | Heiman Akker (1894-1943)                                                                    |
|            | HIER WOONDE HENRIËTTE AKKER GEB. 1928 GEDEPORTEERD 1943 UIT WESTERBORK VERMOORD 12.2.1943 AUSCHWITZ                     | Broerstraat 8            | Henriëtte Akker (1928-1943)                                                                 |
|            | HIER WOONDE IZAK AKKER GEB. 1924 GEDEPORTEERD 1942 UIT WESTERBORK VERMOORD 30.9.1942 AUSCHWITZ                          | Broerstraat 8            | Izak Akker (1924-1942)                                                                      |
|            | HIER WOONDE JUDIKJE AKKER-ZWART GEB. 1894 GEDEPORTEERD 1943 UIT WESTERBORK VERMOORD 12.2.1943 AUSCHWITZ                 | Broerstraat 8            | Judikje Akker-Zwart (1894-1943)                                                             |
|            | HIER WOONDE HINDRIKJE BAMBERGER GEB. 1863 GEDEPORTEERD 1943 UIT WESTERBORK VERMOORD 11.12.1942 AUSCHWITZ                | Nieuwstraat 13           | Hindrikje Bamberger (1863-1942)                                                             |
|            | HIER WOONDE SIMON COHEN GEB. 1894 GEDEPORTEERD 1942 UIT WESTERBORK VERMOORD 18.4.1942 AUSCHWITZ                         | Stationsstraat 28        | Simon Cohen (1894-1942)                                                                     |
|            | HIER WOONDE SARA JOHANNA COHEN-PAIS GEB. 1896 GEDEPORTEERD 1942 UIT WESTERBORK VERMOORD 20.3.1943 SOBIBOR               | Stationsstraat 28        | Sara Johanna Cohen-Pais (1896-1943)                                                         |
|            | HIER WOONDE DAVID SALOMON CREVELD GEB. 1924 GEDEPORTEERD 1942 UIT WESTERBORK VERMOORD 30.9.1942 AUSCHWITZ               | Solwerderstraat 24       | David Salomon Creveld (1924-1942)                                                           |
|            | HIER WOONDE SAARTJE RIEKA CREVELD GEB. 1922 GEDEPORTEERD 1943 UIT WESTERBORK VERMOORD 26.3.1943 SOBIBOR                 | Solwerderstraat 24       | Saartje Rieka Creveld (1922-1943)                                                           |
|            | HIER WOONDE SAMUEL CREVELD GEB. 1889 GEDEPORTEERD 1942 UIT WESTERBORK VERMOORD 18.8.1942 AUSCHWITZ                      | Solwerderstraat 24       | Samuel Creveld (1889-1942)                                                                  |
|            | HIER WOONDE REINA CREVELD LEVITUS GEB. 1890 GEDEPORTEERD 1943 UIT WESTERBORK VERMOORD 26.3.1943 SOBIBOR                 | Solwerderstraat 24       | Reina Creveld-Levitus (1890-1943)                                                           |
|            | HIER WOONDE BETJE EMMERING GEB. 1876 GEDEPORTEERD 1943 UIT WESTERBORK VERMOORD 20.3.1943 SOBIBOR                        | Woldweg 51               | Betje Emmering (1876-1943)                                                                  |
|            | HIER WOONDE GEERTJE EMMERING GEB. 1866 GEDEPORTEERD 1943 UIT WESTERBORK VERMOORD 20.3.1943 SOBIBOR                      | Woldweg 51               | Geertje Emmering (1866-1943)                                                                |
|            | HIER WOONDE ANDRIES HART GEB. 1879 GEDEPORTEERD 1944 UIT WESTERBORK VERMOORD 26.3.1944 AUSCHWITZ                        | Bolwerk 22               | Andries Hart (1879-1944)                                                                    |
|            | HIER WOONDE RAPHAËL HART GEB. 1908 GEDEPORTEERD 1944 UIT WESTERBORK VERMOORD 8.4.1944 AUSCHWITZ                         | Bolwerk 22               | Raphaël Hart (1908-1944)                                                                    |
|            | HIER WOONDE JOHANNA HART-PAIS GEB. 1878 GEDEPORTEERD 1944 UIT WESTERBORK VERMOORD 26.3.1944 AUSCHWITZ                   | Bolwerk 22               | Johanna Hart-Pais (1878-1944)                                                               |
|            | HIER WOONDE CALMER VAN DER KLEI GEB. 1899 GEDEPORTEERD 1942 UIT WESTERBORK VERMOORD 13.8.1942 AUSCHWITZ                 | Dijkstraat 62            | Calmer van der Klei (1899-1942)                                                             |
|            | HIER WOONDE DANIËL VAN DER KLEI GEB. 1895 GEDEPORTEERD 1942 UIT WESTERBORK VERMOORD 12.8.1942 AUSCHWITZ                 | Westersingel 49          | Daniël van der Klei (1895-1942)                                                             |
|            | HIER WOONDE EZECHIËL VAN DER KLEI GEB. 1934 GEDEPORTEERD 1943 UIT WESTERBORK VERMOORD 12.2.1943 AUSCHWITZ               | Dijkstraat 100           | Ezechiël van der Klei (1934-1943)                                                           |
|            | HIER WOONDE FROUKE JANSJE VAN DER KLEI GEB. 1928 GEDEPORTEERD 1943 UIT WESTERBORK VERMOORD 20.3.1943 SOBIBOR            | Westersingel 49          | Frouke Jansje van der Klei (1928-1943)                                                      |
|            | HIER WOONDE HEIMAN VAN DER KLEI GEB. 1863 GEDEPORTEERD 1942 UIT WESTERBORK VERMOORD 11.12.1942 AUSCHWITZ                | Oranjeweg 10             | Heiman van der Klei (1863-1942)                                                             |
|            | HIER WOONDE JANSJE RACHEL VAN DER KLEI GEB. 1930 GEDEPORTEERD 1943 UIT WESTERBORK VERMOORD 20.3.1943 SOBIBOR            | Westersingel 49          | Jansje Rachel van der Klei (1930-1943)                                                      |
|            | HIER WOONDE MICHAEL VAN DER KLEI GEB. 1904 GEDEPORTEERD 1943 UIT WESTERBORK VERMOORD 15.8.1942 AUSCHWITZ                | Holwierderweg 8          | Michael van der Klei (1904-1942)                                                            |
|            | HIER WOONDE MICHIEL VAN DER KLEI GEB. 1903 GEDEPORTEERD 1942 UIT WESTERBORK VERMOORD 10.8.1942 AUSCHWITZ                | Dijkstraat 100           | Michiel van der Klei (1903-1942)                                                            |
|            | HIER WOONDE MORITZ VAN DER KLEI GEB. 1927 GEDEPORTEERD 1943 UIT WESTERBORK VERMOORD 28.2.1943 AUSCHWITZ                 | Dijkstraat 62            | Moritz van der Klei (1927-1943)                                                             |
|            | HIER WOONDE MOZES VAN DER KLEI GEB. 1937 GEDEPORTEERD 1943 UIT WESTERBORK VERMOORD 12.2.1943 AUSCHWITZ                  | Dijkstraat 100           | Mozes van der Klei (1937-1943)                                                              |
|            | HIER WOONDE SELMA VAN DER KLEI GEB. 1927 GEDEPORTEERD 1943 UIT WESTERBORK VERMOORD 28.2.1943 AUSCHWITZ                  | Dijkstraat 62            | Selma van der Klei (1929-1942)                                                              |
|            | HIER WOONDE SELMA VAN DER KLEI GEB. 1927 GEDEPORTEERD 1943 UIT WESTERBORK VERMOORD 15.12.1942 AUSCHWITZ                 | Dijkstraat 62            | Betje van der Klei-van Geldern (1905-1942)                                                  |
|            | HIER WOONDE JETTE VAN DER KLEI- DE JONGE GEB. 1901 GEDEPORTEERD 1943 UIT WESTERBORK VERMOORD 11.12.1942 AUSCHWITZ       | Holwierderweg 8          | Jette van der Klei-de Jonge (1901-1942)                                                     |
|            | HIER WOONDE ROSIEN VAN DER KLEI- JOOSTEN GEB. 1871 GEDEPORTEERD 1942 UIT WESTERBORK VERMOORD 11.12.1942 AUSCHWITZ       | Oranjeweg 10             | Rosien van der Klei-Joosten (1871-1942)                                                     |
|            | HIER WOONDE RACHEL VAN DER KLEI- LEMAN GEB. 1902 GEDEPORTEERD 1943 UIT WESTERBORK VERMOORD 12.2.1943 AUSCHWITZ          | Dijkstraat 100           | Rachel van der Klei-Leman (1902-1943)                                                       |
|            | HIER WOONDE CLARA VAN DER KLEI- PAIS GEB. 1892 GEDEPORTEERD 1943 UIT WESTERBORK VERMOORD 20.3.1943 SOBIBOR              | Westersingel 49          | Clara van der Klei-Pais (1892-1943)                                                         |
|            | HIER WOONDE ESTHER KLEIN- DE VRIES GEB. 1889 GEDEPORTEERD 1943 UIT WESTERBORK VERMOORD 20.3.1943 SOBIBOR                | De Haas Okkensstraat 14  | Esther Klein-de Vries (1889-1943)                                                           |
|            | HIER WOONDE DAVID KROON GEB. 1920 GEDEPORTEERD 1943 UIT WESTERBORK VERMOORD 5.12.1943 AUSCHWITZ                         | Kniestraat 7             | David Kroon (1920-1943)                                                                     |
|            | HIER WOONDE ELIËZER KROON GEB. 1888 GEDEPORTEERD 1943 UIT WESTERBORK VERMOORD 17.9.1943 AUSCHWITZ                       | Kniestraat 7             | Eliëzer Kroon (1888-1943)                                                                   |
|            | HIER WOONDE HENNI IRMA KROON-KATZ GEB. 1891 GEDEPORTEERD 1943 UIT WESTERBORK VERMOORD 14.1.1943 AUSCHWITZ               | Koningstraat 20          | Henni Irma Kroon (1891-1943)                                                                |
|            | HIER WOONDE IZAAK KROON GEB. 1879 GEDEPORTEERD 1943 UIT WESTERBORK VERMOORD 26.3.1943 SOBIBOR                           | Cornelis Albertsstraat 5 | Izaak Kroon (1879-1943)                                                                     |
|            | HIER WOONDE IZAÄK DAVID KROON GEB. 1941 GEDEPORTEERD 1943 UIT WESTERBORK VERMOORD 19.2.1943 AUSCHWITZ                   | Dijkstraat 25            | Izaäk David Kroon (1941-1943)                                                               |
|            | HIER WOONDE JOSEPH KROON GEB. 1910 GEDEPORTEERD 1942 UIT WESTERBORK VERMOORD 18.8.1942 AUSCHWITZ                        | Dijkstraat 25            | Joseph Kroon (1910-1942)                                                                    |
|            | HIER WOONDE JOZEPH KROON GEB. 1917 GEDEPORTEERD 1942 UIT WESTERBORK VERMOORD 30.9.1942 AUSCHWITZ                        | Koningstraat 20          | Jozeph Kroon (1917-1942) In Groningen is weer een Stolperstein geplaatst voor Jozeph Kroon. |
|            | HIER WOONDE MANNES KROON GEB. 1898 GEDEPORTEERD 1942 UIT WESTERBORK VERMOORD 11.8.1942 AUSCHWITZ                        | Koningstraat 19          | Mannes Kroon (1898-1942)                                                                    |
|            | HIER WOONDE SAMUEL KROON GEB. 1890 GEDEPORTEERD 1943 UIT WESTERBORK VERMOORD 14.1.1943 AUSCHWITZ                        | Koningstraat 20          | Samuel Kroon (1880-1943)                                                                    |
|            | HIER WOONDE SARA KROON GEB. 1923 GEDEPORTEERD 1943 UIT WESTERBORK VERMOORD 17.9.1943 AUSCHWITZ                          | Kniestraat 7             | Sara Kroon (1923-1943)                                                                      |
|            | HIER WOONDE ROSALINE KROON-VAN DIEN GEB. 1918 GEDEPORTEERD 1943 UIT WESTERBORK VERMOORD 19.2.1943 AUSCHWITZ             | Dijkstraat 25            | Rosaline Kroon-van Dien (1918-1943)                                                         |
|            | HIER WOONDE ELISABETH KROON-HAALMAN GEB. 1881 GEDEPORTEERD 1943 UIT WESTERBORK VERMOORD 26.3.1943 SOBIBOR               | Cornelis Albertsstraat 5 | Elisabeth Kroon-Haalman (1881-1943)                                                         |
|            | HIER WOONDE ROZETTA KROON-LEVITUS GEB. 1893 GEDEPORTEERD 1942 UIT WESTERBORK VERMOORD 17.9.1942 AUSCHWITZ               | Kniestraat 7             | Rozetta Kroon-Levitus (1893-1942)                                                           |
|            | HIER WOONDE RACHEL KROON-MOZES GEB. 1905 GEDEPORTEERD 1942 UIT WESTERBORK VERMOORD 29.20.1942 AUSCHWITZ                 | Koningstraat 19          | Rachel Kroon-Mozes (1905-1942)                                                              |
|            | HIER WOONDE SALOMON LEVIN GEB. 1881 GEDEPORTEERD 1942 UIT WESTERBORK VERMOORD 15.12.1942 AUSCHWITZ                      | Schoolstraat 13          | Salomon Levin (1881-1942)                                                                   |
|            | HIER WOONDE HENRIËTTE LEVIN-WEIJL GEB. 1887 GEDEPORTEERD 1942 UIT WESTERBORK VERMOORD 15.12.1942 AUSCHWITZ              | Schoolstraat 13          | Henriëtte Levin-Weijl (1887-1942)                                                           |
|            | HIER WOONDE DAVID LEVITUS GEB. 1866 GEDEPORTEERD 1943 UIT WESTERBORK VERMOORD 26.3.1943 SOBIBOR                         | Kniestraat 7             | David Levitus (1866-1943)                                                                   |
|            | HIER WOONDE HERMAN MULLER GEB. 1904 GEDEPORTEERD 1943 UIT WESTERBORK VERMOORD 20.3.1943 SOBIBOR                         | Gouden Pand 19           | Herman Muller (1904-1943)                                                                   |
|            | HIER WOONDE LEVIE MARCUS MULLER GEB. 1917 GEDEPORTEERD 1943 UIT WESTERBORK VERMOORD 28.7.1942 AUSCHWITZ                 | Netweg 2                 | Levie Marcus Muller (1917-1942)                                                             |
|            | HIER WOONDE MARCUS MULLER GEB. 1933 GEDEPORTEERD 1943 UIT WESTERBORK VERMOORD 20.3.1943 SOBIBOR                         | Gouden Pand 19           | Marcus Muller (1933-1943)                                                                   |
|            | HIER WOONDE MICHEL MULLER GEB. 1889 GEDEPORTEERD 1943 UIT WESTERBORK VERMOORD 20.3.1943 SOBIBOR                         | Netweg 10                | Michel Muller (1889-1943)                                                                   |
|            | HIER WOONDE RACHEL MULLER- DE VRIES GEB. 1905 GEDEPORTEERD 1943 UIT WESTERBORK VERMOORD 20.3.1943 SOBIBOR               | Gouden Pand 19           | Rachel Muller-de Vries (1905-1943)                                                          |
|            | HIER WOONDE ROOSJE MULLER- VAN ZON GEB. 1889 GEDEPORTEERD 1943 UIT WESTERBORK VERMOORD 20.3.1943 SOBIBOR                | Netweg 10                | Roosje Muller-van Zon (1889-1943)                                                           |
|            | HIER WOONDE GEERTJE NEERDUIN GEB. 1868 GEDEPORTEERD 1943 UIT WESTERBORK VERMOORD 26.3.1943 SOBIBOR                      | Farmsumerweg 8           | Geertje Neerduin (1868-1943)                                                                |
|            | HIER WOONDE FOKELINA NEERDUIN-ELBERG GEB. 1869 GEDEPORTEERD 1943 UIT WESTERBORK VERMOORD 20.3.1943 SOBIBOR              | Woldweg 55               | Fokelina Neerduin-Elberg (1869-1943)                                                        |
|            | HIER WOONDE ABRAHAM NIEWEG GEB. 1891 GEDEPORTEERD 1942 UIT AMERSFOORT VERMOORD 7.8.1942 AUSCHWITZ                       | Dijkstraat 36            | Abraham Nieweg (1891-1942)                                                                  |
|            | HIER WOONDE BENJAMIN NIEWEG GEB. 1871 GEDEPORTEERD 1943 UIT WESTERBORK VERMOORD 23-7-1943 SOBIBOR                       | Nieuwstraat 19           | Benjamin Nieweg (1871-1943)                                                                 |
|            | HIER WOONDE MEIJER NIEWEG GEB. 1905 GEDEPORTEERD 1942 UIT WESTERBORK VERMOORD 18.8.1942 AUSCHWITZ                       | Jukwerderweg 20 v/h 6    | Meijer Nieweg (1905-1942)                                                                   |
|            | HIER WOONDE MAURITS HERMAN NIEWEG GEB. 1926 GEDEPORTEERD 1943 UIT WESTERBORK VERMOORD 20.3.1943 SOBIBOR                 | Dijkstraat 36            | Maurits Herman Nieweg (1926-1943)                                                           |
|            | HIER WOONDE SOPHIA NIEWEG- BAMBERGER GEB. 1877 GEDEPORTEERD 1943 UIT WESTERBORK VERMOORD 23-7-1943 SOBIBOR              | Nieuwstraat 19           | Sophia Nieweg-Bamberger (1877-1943)                                                         |
|            | HIER WOONDE GHOLE NIEWEG- SLEUTELBERG GEB. 1894 GEDEPORTEERD 1943 UIT WESTERBORK VERMOORD 20.3.1943 SOBIBOR             | Dijkstraat 36            | Ghole Nieweg-Sleutelberg (1894-1943)                                                        |
|            | HIER WOONDE SINA SLEUTELBERG- BAMBERGER GEB. 1861 GEDEPORTEERD 1943 UIT WESTERBORK VERMOORD 20.3.1943 SOBIBOR           | Dijkstraat 36            | Sina Sleutelberg-Bamberger (1861-1943)                                                      |
|            | HIER WOONDE ARON DE VRIES GEB. 1874 GEDEPORTEERD 1943 UIT WESTERBORK VERMOORD 20.3.1943 SOBIBOR                         | Bolwerk 2                | Aron de Vries (1874-1943)                                                                   |
|            | HIER WOONDE ARON DE VRIES GEB. 1872 GEDEPORTEERD 1943 UIT WESTERBORK VERMOORD 20.3.1943 SOBIBOR                         | Gouden Pand 10           | Aron de Vries (1872-1943)                                                                   |
|            | HIER WOONDE HANNA DE VRIES GEB. 1885 GEDEPORTEERD 1943 UIT WESTERBORK VERMOORD 20.3.1943 SOBIBOR                        | Bolwerk 2                | Hanna de Vries (1885-1943)                                                                  |
|            | HIER WOONDE MAURITS JOOST DE VRIES GEB. 1908 GEDEPORTEERD 1942 UIT WESTERBORK VERMOORD 7.8.1942 AUSCHWITZ               | Kniestraat 13            | Maurits Joost de Vries (1908-1942)                                                          |
|            | HIER WOONDE RACHELINA DE VRIES GEB. 1878 GEDEPORTEERD 1943 UIT WESTERBORK VERMOORD 20.3.1943 SOBIBOR                    | Bolwerk 2                | Rachelina de Vries (1878-1943)                                                              |
|            | HIER WOONDE ROSA HENRIETTE DE VRIES GEB. 1939 GEDEPORTEERD 1943 UIT WESTERBORK VERMOORD 19.2.1943 AUSCHWITZ             | Kniestraat 13            | Rosa Henriette de Vries (1939-1943)                                                         |
|            | HIER WOONDE SELMA DE VRIES GEB. 1905 GEDEPORTEERD 1943 UIT WESTERBORK VERMOORD 19.2.1943 AUSCHWITZ                      | Gouden Pand 10           | Selma de Vries (1905-1943)                                                                  |
|            | HIER WOONDE ELISABETH CAROLINA DE VRIES-GERSONS GEB. 1911 GEDEPORTEERD 1943 UIT WESTERBORK VERMOORD 19.2.1943 AUSCHWITZ | Kniestraat 13            | Rosa Henriette de Vries (1911-1943)                                                         |
|            | HIER WOONDE ROSETTA DE VRIES- LITGENSTEIN GEB. 1873 GEDEPORTEERD 1943 UIT WESTERBORK VERMOORD 20.3.1943 SOBIBOR         | Gouden Pand 10           | Rosetta de Vries-Ligtenstein (1873-1943)                                                    |

### Borgsweer
De drie Stolpersteine van Borgsweer zijn opgedragen aan de familie Cohen van den Berg-Bruckmann.
| Afbeelding | Inscriptie | Adres        | Herdachte persoon                               |
| ---------- | --- | ------------ | ----------------------------------------------- |
|            | HIER WOONDE INGEBORG COHEN VAN DER BERG GEB. 1927 GEDEPORTEERD 1942 UIT WESTERBORK VERMOORD 23.11.1942 AUSCHWITZ          | Borgsweer 34 | Ingeborg Cohen van den Berg (1927-1942)         |
|            | HIER WOONDE IZAAK COHEN VAN DER BERG GEB. 1883 GEDEPORTEERD 1942 UIT WESTERBORK VERMOORD 23.11.1942 AUSCHWITZ             | Borgsweer 34 | Izaak Cohen van den Berg (1883-1942)            |
|            | HIER WOONDE MARTHA COHEN VAN DER BERG- BRUCKMANN GEB. 1891 GEDEPORTEERD 1942 UIT WESTERBORK VERMOORD 23.11.1942 AUSCHWITZ | Borgsweer 34 | Martha Cohen van den Berg-Bruckmann (1891-1942) |

### Delfzijl
In Delfzijl liggen zeven Stolpersteine op twee adressen.
| Afbeelding | Inscriptie | Adres                    | Herdachte persoon                   |
| ---------- | --- | ------------------------ | ----------------------------------- |
|            | HIER WOONDE DAVID VAN BUUREN GEB. 1911 GEÏNTERNEERD 27-5-1943 GEDEPORTEERD 1-6-1943 UIT WESTERBORK VERMOORD 4-6-1943 SOBIBOR        | Cornelis Houtmanstraat 6 | David van Buuren (1911-1943)        |
|            | HIER WOONDE IDA VAN BUUREN NEERDUIN GEB. 1908 GEÏNTERNEERD 27-5-1943 GEDEPORTEERD 1-6-1943 UIT WESTERBORK VERMOORD 4-6-1943 SOBIBOR | Cornelis Houtmanstraat 6 | Ida van Buuren-Neerduin (1908-1943) |
|            | HIER WOONDE ISRAËL HOOGSTRAAL GEB. 1883 GEDEPORTEERD 1943 UIT WESTERBORK VERMOORD 28.5.1943 SOBIBOR                                 | Waterstraat 20           | Israël Hoogstraal (1883-1943)       |
|            | HIER WOONDE KAREL HOOGSTRAAL GEB. 1918 GEDEPORTEERD 1943 UIT WESTERBORK VERMOORD 28.5.1943 SOBIBOR                                  | Waterstraat 20           | Karel Hoogstraal (1918-1943)        |
|            | HIER WOONDE SIMON HOOGSTRAAL GEB. 1922 GEDEPORTEERD 1943 UIT WESTERBORK VERMOORD 28.5.1943 SOBIBOR                                  | Waterstraat 20           | Simon Hoogstraal (1922-1943)        |
|            | HIER WOONDE SAARTJE HOOGSTRAAL GEB. 1887 GEDEPORTEERD 1943 UIT WESTERBORK VERMOORD 28.5.1943 SOBIBOR                                | Waterstraat 20           | Saartje Hoogstraal-Gans (1887-1943) |
|            | HIER WOONDE ROSETTE NEERDUIN GEB. 1899 GEÏNTERNEERD 24-7-1943 GEDEPORTEERD 24-8-1943 UIT WESTERBORK VERMOORD 27-8-1943 AUSCHWITZ    | Cornelis Houtmanstraat 6 | Rosette Neerduin (1899-1943)        |

### Garrelsweer
De vier Stolpersteine van Garrelsweer zijn opgedragen aan de familie Cohen.
| Afbeelding | Inscriptie | Adres      | Herdachte persoon                  |
| ---------- | --- | ---------- | ---------------------------------- |
|            | HIER WOONDE FILIPPUS SALOMON COHEN GEB. 1880 GEDEPORTEERD 1943 UIT WESTERBORK VERMOORD 20-3-1943 SOBIBOR                                              | Stadsweg 9 | Filippus Salomon Cohen (1880-1943) |
|            | HIER WOONDE KAATJE COHEN GEB. 1908 ONDERGEDOKEN OOSTHUIZEN (N.H.) GEARRESTEERD 21-1-1944 GEDEPORTEERD 1943 UIT WESTERBORK VERMOORD 8-3-1944 AUSCHWITZ | Stadsweg 9 | Kaatje Cohen (1908-1944)           |
|            | HIER WOONDE SALOMON FILIPPUS COHEN GEB. 1910 GEDEPORTEERD 1942 UIT WESTERBORK VERMOORD 12-8-1943 AUSCHWITZ                                            | Stadsweg 9 | Salomon Filippus Cohen (1910-1943) |
|            | HIER WOONDE MIETJE COHEN-GANS GEB. 1884 GEDEPORTEERD 1943 UIT WESTERBORK VERMOORD 20-3-1943 SOBIBOR                                                   | Stadsweg 9 | Mietje Cohen-Gans (1884-1943)      |

### Middelstum
In Middelstum liggen tien Stolpersteine op vier adressen.
| Afbeelding | Inscriptie | Adres                | Herdachte persoon                     |
| ---------- | --- | -------------------- | ------------------------------------- |
|            | HIER WOONDE COMPRECHT EKSTEIN GEB. 1897 GEDEPORTEERD 1942 UIT WESTERBORK VERMOORD 30.9.1942 AUSCHWITZ           | Heerestraat 5        | Comprecht Ekstein (1897-1942)         |
|            | HIER WOONDE HARTOG EKSTEIN GEB. 1920 GEDEPORTEERD 1942 UIT WESTERBORK VERMOORD 19.1.1943 AUSCHWITZ              | Heerestraat 5        | Hartog Ekstein (1920-1943)            |
|            | HIER WOONDE BELIA EKSTEIN- VAN GEUNS GEB. 1886 GEDEPORTEERD 1942 UIT WESTERBORK VERMOORD 23.11.1942 AUSCHWITZ   | Heerestraat 5        | Belia Ekstein-van Geuns (1886-1942)   |
|            | HIER WOONDE BERT GERHARD VAN HAREN GEB. 1925 GEDEPORTEERD 1942 UIT WESTERBORK VERMOORD 24.8.1942 AUSCHWITZ      | Onno van Ewsumlaan 6 | Bert Gerhard van Haren (1925-1942)    |
|            | HIER WOONDE BETSIE VAN HAREN GEB. 1928 GEDEPORTEERD 1942 UIT WESTERBORK VERMOORD 23.11.1942 AUSCHWITZ           | Onno van Ewsumlaan 4 | Betsie van Haren (1928-1942)          |
|            | HIER WOONDE ISRAËL VAN HAREN GEB. 1875 GEDEPORTEERD 1942 UIT WESTERBORK VERMOORD 23.11.1942 AUSCHWITZ           | Onno van Ewsumlaan 6 | Israël van Haren (1875-1942)          |
|            | HIER WOONDE JACOB VAN HAREN GEB. 1870 GEVLUCHT IN DE DOOD 13.11.1942 MIDDELSTUM                                 | Heerestraat 20       | Jacob van Haren (1870-1942)           |
|            | HIER WOONDE SIEMON VAN HAREN GEB. 1880 GEDEPORTEERD 1942 UIT WESTERBORK VERMOORD 23.11.1942 AUSCHWITZ           | Onno van Ewsumlaan 4 | Siemon van Haren (1880-1942)          |
|            | HIER WOONDE LEA VAN HAREN- BENNINGA GEB. 1879 GEDEPORTEERD 1942 UIT WESTERBORK VERMOORD 23.11.1942 AUSCHWITZ    | Onno van Ewsumlaan 6 | Lea van Haren-Benninga (1879-1942)    |
|            | HIER WOONDE JETTJE VAN HAREN- JACOBSON GEB. 1885 GEDEPORTEERD 1942 UIT WESTERBORK VERMOORD 23.11.1942 AUSCHWITZ | Onno van Ewsumlaan 4 | Jettje van Haren-Jacobson (1885-1942) |

### Termunterzijl
In Termunterzijl liggen zes Stolpersteine voor de familie Cohen-Nieweg.
| Afbeelding | Inscriptie | Adres            | Herdachte persoon                                                |
| ---------- | --- | ---------------- | ---------------------------------------------------------------- |
|            | HIER WOONDE JOZEPH COHEN GEB. 1871 GEDEPORTEERD 1942 UIT WESTERBORK VERMOORD 23.11.1942 AUSCHWITZ               | Schepperbuurt 36 | Jozeph Cohen (9 oktober 1871 - 23 november 1942)                 |
|            | HIER WOONDE LEO COHEN GEB. 1909 GEDEPORTEERD 1942 UIT WESTERBORK VERMOORD 30.9.1943 AUSCHWITZ                   | Schepperbuurt 36 | Leo Cohen (30 oktober 1909 - 30 september 1942)                  |
|            | HIER WOONDE LOWIE COHEN GEB. 1904 GEDEPORTEERD 1943 UIT WESTERBORK VERMOORD 23.7.1943 SOBIBOR                   | Schepperbuurt 36 | Lowie Cohen (12 april 1904 - 23 juli 1943)                       |
|            | HIER WOONDE MARIE THÈRESE COHEN-NIEWEG GEB. 1877 GEDEPORTEERD 1942 UIT WESTERBORK VERMOORD 23.11.1942 AUSCHWITZ | Schepperbuurt 36 | Marie Therèse Cohen-Nieweg (21 december 1877 - 23 november 1942) |
|            | HIER WOONDE MIETJE COHEN-NIEWEG GEB. 1910 GEDEPORTEERD 1943 UIT WESTERBORK VERMOORD 23.7.1943 SOBIBOR           | Schepperbuurt 36 | Mietje Cohen-Nieweg (27 december 1910 - 23 juli 1943)            |
|            | HIER WOONDE CLARA NIEWEG GEB. 1874 GEDEPORTEERD 1942 UIT WESTERBORK VERMOORD 23.11.1942 AUSCHWITZ               | Schepperbuurt 36 | Clara Nieweg (31 december 1874 - 23 november 1942)               |

### Woldendorp
In Woldendorp liggen zes Stolpersteine, een voor de verzetsman Andreas Everhardus Gorter, vijf voor de familie Oudgenoeg-Frenkel.
| Afbeelding | Inscriptie | Adres                       | Herdachte persoon                                     |
| ---------- | --- | --------------------------- | ----------------------------------------------------- |
|            | HIER WOONDE ANDREAS EVERHARDUS GORTER GEB. 1899 VERZETSMAN GEFUSILLEERD 10.4.1945 BAKKEVEEN                   | Burgemeester Garreltsweg 21 | Andreas Everhardus Gorter (1899-1945)                 |
|            | HIER WOONDE ARENT OUDGENOEG GEB. 1909 GEDEPORTEERD 1942 UIT WESTERBORK VERMOORD 30.9.1943 POLEN               | Klapsterweg 2               | Arent Oudgenoeg (1909-1943)                           |
|            | HIER WOONDE FROUKTJE OUDGENOEG GEB. 1940 GEDEPORTEERD 1942 UIT WESTERBORK VERMOORD 2.11.1942 AUSCHWITZ        | Klapsterweg 2               | Frouktje Oudgenoeg (1940-1942)                        |
|            | HIER WOONDE HENDERIKA OUDGENOEG GEB. 1936 GEDEPORTEERD 1942 UIT WESTERBORK VERMOORD 2.11.1942 AUSCHWITZ       | Klapsterweg 2               | Henderika Oudgenoeg (1936-1942)                       |
|            | HIER WOONDE MARKUS OUDGENOEG GEB. 1934 GEDEPORTEERD 1942 UIT WESTERBORK VERMOORD 2.11.1942 AUSCHWITZ          | Klapsterweg 2               | Markus Oudgenoeg (1934-1942)                          |
|            | HIER WOONDE JOHANNA OUDGENOEG-FRENKEL GEB. 1910 GEDEPORTEERD 1942 UIT WESTERBORK VERMOORD 2.11.1942 AUSCHWITZ | Klapsterweg 2               | Johanna Sophia Carolina Oudgenoeg-Frenkel (1934-1942) |

## Joods monument

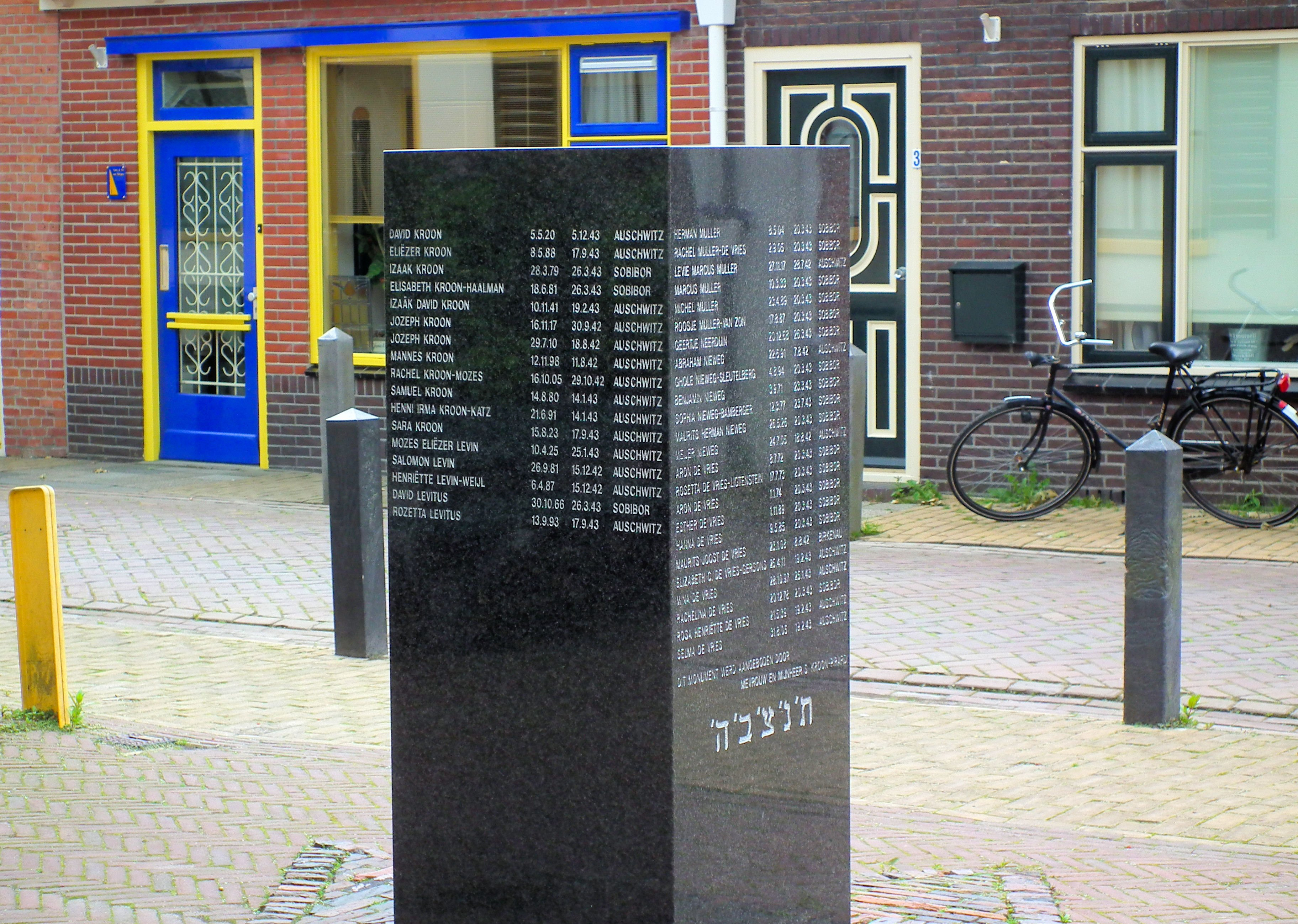
Joods monument in Appingedam

Bij de voormalige synagoge in de Broerstraat staat het "Joods monument" van Appingedam. Het monument is een vierkante pilaar gemaakt van Noors marmer. De hoogte is 170 centimeter. Het monument staat op een stenen plateau in de vorm van een Davidster. De tekst op de zuil luidt:
78 DAMSTER JOODSE NEDERLANDERS
KEERDEN NIET TERUG
DIT MONUMENT WERD AANGEBODEN DOOR
MEVROUW EN MIJNHEER S. KROON-PIRARD

## Data van plaatsingen
- 10 december 2016: Borgsweer (Borgsweer 34); Middelstum (Heerestraat 5 en 20, Onno van Ewsumlaan 4 en 6); Termunterzijl (Schepperbuurt 36); Woldendorp (Burgemeester Garreltsweg 21, Klapsterweg 2)
- 8 oktober 2018: Garrelsweer (Stadsweg 9)
- 9 oktober 2018: Appingedam (Broerstraat 8, Dijkstraat 36, Jukwerderweg 20 v/h 6, Nieuwstraat 13 en 19, Schoolstraat 13)
- 4 juni 2019: Appingedam (Bolwerk 22, Cornelis Albertsstraat 5, Dijkstraat 25, Kniestraat 7, Koningstraat 19 en 20, Solwerderstraat 24)
- 11 april 2022: Delfzijl (Cornelis Houtmanstraat 6)
- 29 september 2022: Delfzijl (Waterstraat 20)